# Consiglio di Rumo
Consiglio di Rumo (Cunsili in dialetto comasco, pronuncia fonetica IPA: /kunˈsili/), è un municipio di 1 210 abitanti della provincia di Como in Lombardia, fa parte del comune di Gravedona ed Uniti.

## Geografia fisica
Il paese si trova sulla sponda destra del torrente Liro, sulla piana alluvionale formata dalla sua foce, e si è sviluppato intorno al centro di San Gregorio.

## Origini del nome
Il nome del paese potrebbe suggerire un'origine precedente all'età romana, in quanto sarebbe da riferirsi al celtico "concilium", un tipo di organizzazione che riuniva diverse zone sotto un unico potere centrale.  Però "Concilium" ha un significato analogo e una grafia simile anche in latino, ed è un termine molto usato nel latino alto medioevale.
Il genitivo "di Rumo" si riferisce alla famiglia alla quale, per investitura vescovile, a partire dal XIII secolo, la zona fu affidata in feudo: i Capitanei di Rumo.

## Storia
La storia di Consiglio di Rumo s'intreccia con le sorti delle terre limitrofe: in mano ai Visconti nel XIV secolo, nel 1497 fu donato assieme a tutto il feudo di Nesso da Ludovico il Moro a Lucrezia Crivelli, per poi divenire terra di conquista del Medeghino e finire, all'interno del feudo delle Tre Pievi, a Tolomeo Gallio per mano di Filippo II. Al periodo comunale risalirebbe il cosiddetto "Motto", un'antica casaforte rurale. Inoltre, lungo la strada regina, si trovava una torre con funzioni di casello daziario.
A cavallo tra i secoli XVI e XVII, Consiglio di Rumo fu terra di emigrazione verso Palermo.
Nel febbraio 2011 viene approvata in via legislativa l'aggregazione a Gravedona e Germasino costituendo il comune di Gravedona ed Uniti.

## Monumenti e luoghi d'interesse

### Architetture religiose
- Chiesa di San Gregorio,[8] già attestata nel 1374 ed elevata a parrocchiale nel 1590[9]. Al suo interno, conserva affreschi attribuiti a Isidoro Bianchi e un dipinto seicientesco del valsoldese Carlo Pozzo[5].

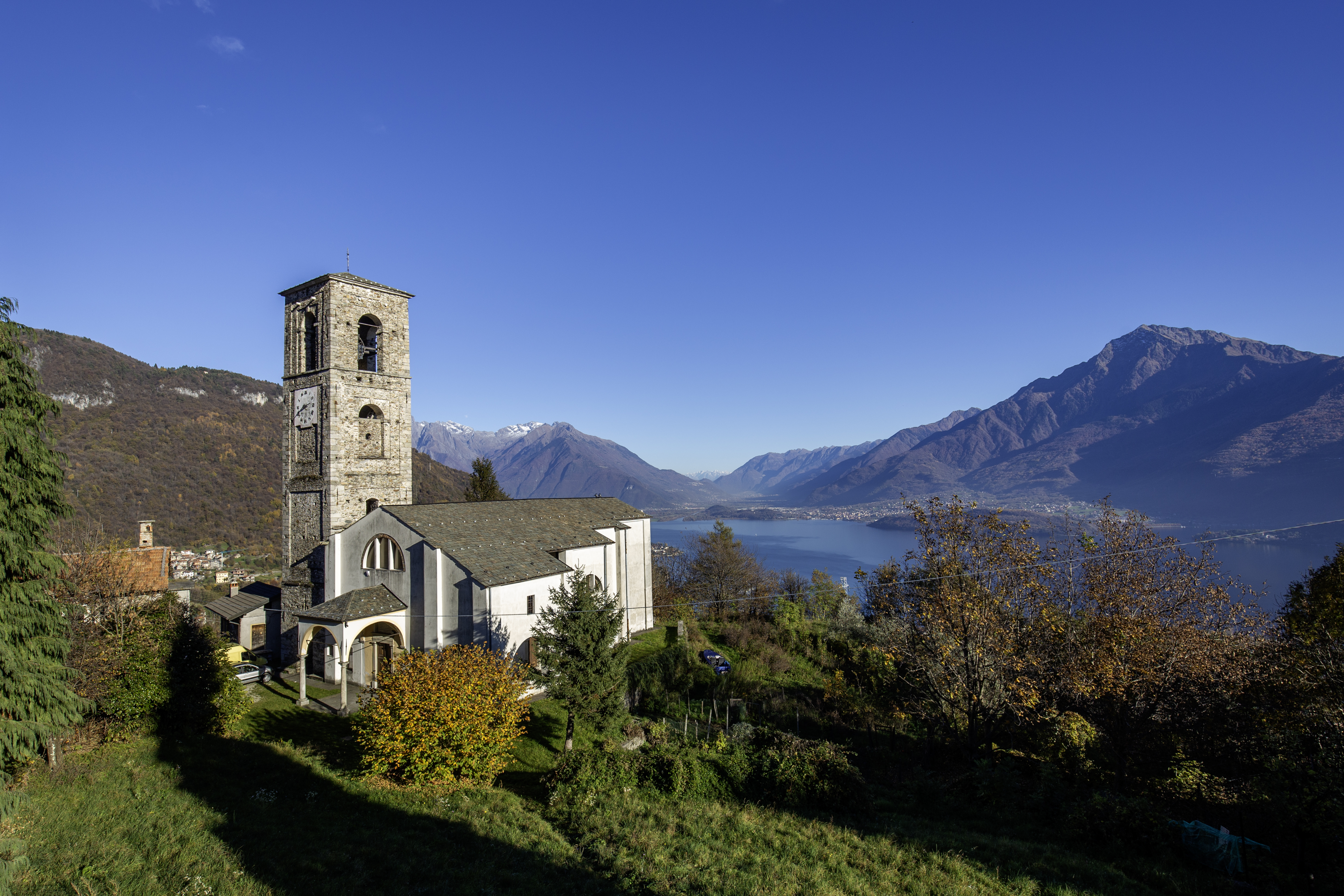
Chiesa di San Giovanni Battista

- Chiesa di San Giovanni BattistaChiesa di San Giovanni Battista (1490-XVII secolo), nella frazione di Brenzio.[10] Al suo interno, conserva affreschi del Fiammenghino,[11][12] donazione da parte dei consigliorumesi emigrati a Palermo[5]. La chiesa ospita inoltre numerose opere di Isidoro Bianchi, tra le quali spicca un altare stuccato.[12] L'organo è databile tra i secoli XVII e XVIII[13].

## Società

### Evoluzione demografica
Abitanti censiti

## Geografia antropica
Il territorio municipale si estende fino al confine svizzero ed è ricco di frazioni, tra cui Alborescia, Brenzio, Ganda, Guasto, Martesana e Taiana. Alcune di queste frazioni sono famose per le loro tipiche cantine scavate direttamente nella roccia, chiamate "crotti".